# Gomphrena brasiliensis
Gomphrena brasiliensis är en amarantväxtart som beskrevs av Nikolaus Joseph von Jacquin. Gomphrena brasiliensis ingår i släktet klotamaranter, och familjen amarantväxter. Inga underarter finns listade i Catalogue of Life.